# Зарудеевка
Заруде́евка (бел. Зарудзееўка) — деревня в составе Мостокского сельсовета Могилёвского района Могилёвской области Республики Беларусь.

## Географическое положение
Ближайшие населённые пункты: Мошенаки, Зыли.

## Население
- 1999 год — 76 человек
- 2010 год — 48 человек